# František Kundert
František Kundert (* 28. Juli 1891 in Žižkov; † 27. Februar 1957) war ein böhmisch-tschechoslowakischer Radrennfahrer und nationaler Meister im Radsport.

## Sportliche Laufbahn
Kundert war im Straßenradsport, im Bahnradsport und im Querfeldeinrennen (heutige Bezeichnung Cyclocross) aktiv. Er war Teilnehmer der Olympischen Sommerspiele 1912 in Stockholm, der Olympischen Sommerspiele 1920 in Antwerpen und der Olympischen Sommerspiele 1924 in Paris. 1912 startete er für Böhmen. Das olympische Straßenrennen beendete er nicht. Böhmen kam mit František Kundert, Bohumil Rameš, Václav Tintěra, Bohumil Kubrycht und Jan Vokoun nicht in die Mannschaftswertung im Straßenrennen. 1920 wurde er 39. im olympischen Einzelzeitfahren. In der Mannschaftswertung kam die Tschechoslowakei mit Kundert, Josef Procházka, Ladislav Janoušek und Bohumil Rameš auf den 9. Rang. 1924 war er im olympischen Straßenrennen ausgeschieden. In der Mannschaftswertung wurde die Tschechoslowakei mit Kundert, Antonín Perič, Karel Červenka und Antonín Charvát 11. des Klassements.
Von 1911 bis 1913 gewann er die nationale Meisterschaft im Straßenrennen in Böhmen. 1914 wurde er Vizemeister. In der Tschechoslowakei gewann er den Straßentitel 1920. 1919 und 1922 kam er auf den dritten Platz. 1922 siegte er in der Meisterschaft im Querfeldeinrennen.